# Velino
Le Velino est une rivière d'Italie centrale et un affluent de la Nera donc sous-affluent du Tibre. 

## Géographie
Il prend sa source sur le mont Pozzoni près de Cittareale, province de Rieti dans le Latium, arrose Antrodoco, reçoit les eaux du Salto et du Turano, puis entre dans la plaine de Rieti. Il se jette après un cours de 90 km dans la Nera près de Terni, en formant des chutes spectaculaires nommées la cascade des Marmore en raison des sels de calcium qui donnent aux roches l'aspect du marbre.
Dans l'Antiquité, la rivière se perdait dans les marais de la plaine de Rieti. La cascade fut créée par le consul Manius Curius Dentatus pour que les eaux stagnantes puissent s'écouler. La cascade fut élargie au Moyen Âge, puis de nouveau au XVIIIe siècle par l'architecte Andrea Vici.